# Onthophagus hildebrandti
Onthophagus hildebrandti là một loài bọ cánh cứng trong họ Bọ hung (Scarabaeidae).